# Go Fuck Your Jewish „God”
Go Fuck Your Jewish "God" – debiutanckie demo szwedzkiej grupy muzycznej Watain. Wydawnictwo ukazało się 11 lutego 1998 roku nakładem zespołu. Na kasecie została wydana m.in. interpretacja utworu „Unholy Black Metal” pochodzącego z repertuaru norweskiej grupy blackmetalowej Darkthrone w oryginale wydanego na albumie Under a Funeral Moon.

## Lista utworów
Opracowano na podstawie materiału źródłowego.
Muzyka i słowa: Watain. Wyjątek oznaczony.
Strona A
1. „When Stars No More Shine” – 03:03
2. „Midnight Posession” – 04:46
3. „On Horns Impaled” – 02:58

Strona B
1. „Unholy Black Metal” (cover Darkthrone) – 03:10
2. „The Mightiest of Maledictions” – 04:49

## Twórcy
- Erik „E.” Danielsson - śpiew, gitara basowa
- Pelle „P.” Forsberg - gitara
- Håkan „H.” Jonsson - perkusja
- C. Blom - gitara